# Implorando pra Trair
 Implorando pra Trair é uma canção dos compositores Douglas Melo, Nando Marx e Flavinho Tinto gravado por Michel Teló lançado como single para o seu quarto álbum ao vivo Bem Sertanejo. O lançamento oficial ocorreu no dia 6 de Outubro de 2014, pelo iTunes Store. A canção traz a participação do cantor de sertanejo universitário Gusttavo Lima.

## Promoção
A canção foi performada por Teló juntamente com Gusttavo Lima, durante o quadro de encerramento da primeira temporada do quadro "Bem Sertanejo", do programa de televisão dominical Fantástico, quadro qual Teló foi apresentador durante toda a temporada.

## Faixas
| Descarga digital |                                                               |         |  |
| N.º              | Título                                                        | Duração |  |
| 1.               | "Implorando pra Trair" (com Gusttavo Lima) (versão explicita) | 3:30    |  |

| Videoclipe |                                            |         |  |
| N.º        | Título                                     | Duração |  |
| 1.         | "Implorando pra Trair" (com Gusttavo Lima) | 3:22    |  |

## Vídeo e música
O vídeo lírico do single foi lançado em 29 de outubro de 2014, Já o seu videoclipe oficial foi lançado em 16 de novembro de 2014, pela página oficial do artista, e em seu canal no YouTube.

## Desempenho nas paradas
| Parada (2014)                      | Melhor posição |
| ---------------------------------- | -------------- |
| Brasil (Billboard Hot 100 Airplay) | 3              |